# Heze (miasto)
Heze (chiń. 菏泽; pinyin Hézé) – miasto o statusie prefektury miejskiej we wschodnich Chinach, w prowincji Szantung. W 2010 roku liczba mieszkańców miasta wynosiła 257 160. Prefektura miejska w 1999 roku liczyła 8 382 504 mieszkańców.
Stolica rzymskokatolickiej diecezji Caozhou.